# Giải bóng đá U-19 Quốc tế Báo Thanh Niên 2018
Giải bóng đá U19 Quốc tế báo Thanh niên 2018 là giải bóng đá giao hữu quốc tế lần thứ hai của giải bóng đá U19 Quốc tế báo Thanh niên, do báo Thanh Niên kết hợp với Liên đoàn Bóng đá Việt Nam (VFF) tổ chức, diễn ra từ ngày 22 tháng 3 đến ngày 30 tháng 3 năm 2018 trên Sân vận động Pleiku và Sân vận động Hàm Rồng thuộc tỉnh Gia Lai.

## Địa điểm thi đấu
Tất cả các trận đấu diễn ra trên Sân vận động Pleiku và Sân vận động Hàm Rồng thuộc tỉnh Gia Lai, Việt Nam.

## Thành phần tham dự

### Các đội bóng
| Đội bóng          | Huấn luyện viên          | Đội trưởng         |
| ----------------- | ------------------------ | ------------------ |
| Việt Nam          | Vũ Hồng Việt             | Đặng Văn Tới       |
| Hoàng Anh Gia Lai | Graechen Guillaume       | Võ Hoàng Huy       |
| FC Seoul          | Myung Jinyoung           | Kim Jusung         |
| Mito HollyHock    | Kubota Ren               | Kimori Daisuke     |
| Chonburi          | Nutthawut Vijitwechakarn | Prapawit Jaroentat |

### Trọng tài
| Trọng tài         | Chức vụ         |
| ----------------- | --------------- |
| Linjun Lumawag    | Trọng tài chính |
| Thant Zin Oo      | Trọng tài chính |
| Nguyễn Hiền Triết | Trọng tài chính |
| Vũ Nguyên Vũ      | Trọng tài chính |
| Trần Thanh Liêm   | Trọng tài biên  |
| Trần Đăng Khoa    | Trọng tài biên  |
| Teso Phonesooksin | Trọng tài biên  |
| Kimsy Pisal       | Trọng tài biên  |

## Bảng xếp hạng
| VT | Đội                           | ST | T | H | B | BT | BB | HS | Đ  |         |
| -- | ----------------------------- | -- | - | - | - | -- | -- | -- | -- | ------- |
| 1  | Việt Nam (U19 Việt Nam)       | 4  | 4 | 0 | 0 | 8  | 2  | +6 | 12 | Vô địch |
| 2  | Hàn Quốc (U19 FC Seoul)       | 4  | 3 | 0 | 1 | 9  | 4  | +5 | 9  |         |
| 3  | Nhật Bản (U19 Mito HollyHock) | 3  | 1 | 1 | 1 | 5  | 5  | 0  | 4  |         |
| 4  | Việt Nam (HAGL)               | 3  | 0 | 1 | 2 | 3  | 6  | −3 | 1  |         |
| 5  | Thái Lan (U19 Chonburi)       | 3  | 0 | 0 | 3 | 2  | 9  | −7 | 0  |         |

## Các trận đấu
Tất cả thời gian là giờ địa phương, UTC+7.

### Vòng 1
| U19 Hoàng Anh Gia Lai | 1–2                         | U19 FC Seoul                                      |
| --------------------- | --------------------------- | ------------------------------------------------- |
| Lê Minh Bình 41'      | Youtube Chi tiết Chi tiết 2 | Park Geonjoon 43' · Lee Ingyu 45+2' · Jeon Wooram |

| U19 Việt Nam                                                 | 3–0                         | U19 Chonburi |
| ------------------------------------------------------------ | --------------------------- | ------------ |
| Trương Tiến Anh 14' · Trần Công Minh 42' · Trần Văn Công 57' | Youtube Chi tiết Chi tiết 2 |              |

### Vòng 2
| U19 Mito HollyHock                                    | 3–1                         | U19 Chonburi            |
| ----------------------------------------------------- | --------------------------- | ----------------------- |
| Kubota Ren 29' · Hirata Kaito 65' · Karube Hiromu 76' | Youtube Chi tiết Chi tiết 2 | Chitsanuphong Choti 81' |

| U19 Việt Nam                             | 2–1              | U19 FC Seoul   |
| ---------------------------------------- | ---------------- | -------------- |
| Trần Công Minh 9' · Nhâm Mạnh Dũng 90+3' | Youtube Chi tiết | Kang Mingi 20' |

### Vòng 3
| U19 FC Seoul                                          | 3–1                         | U19 Chonburi                            |
| ----------------------------------------------------- | --------------------------- | --------------------------------------- |
| Jung Hanmin 69', 80' · Kwon Sungyun 90' · Jung Hanmin | Youtube Chi tiết Chi tiết 2 | Prapawit Jaroentat 49' · Kraiwit Wandee |

| U19 Hoàng Anh Gia Lai | 1–1                         | U19 Mito HollyHock |
| --------------------- | --------------------------- | ------------------ |
| Lê Minh Bình 40'      | Youtube Chi tiết Chi tiết 2 | Koinuma Kanaya 79' |

### Vòng 4
| U19 Mito HollyHock | 0–3                         | U19 FC Seoul                            |
| ------------------ | --------------------------- | --------------------------------------- |
|                    | Youtube Chi tiết Chi tiết 2 | Lee Jeongyun 9' · Kwon Sungyun 38', 79' |

| U19 Hoàng Anh Gia Lai | 1–3                         | U19 Việt Nam                                                     |
| --------------------- | --------------------------- | ---------------------------------------------------------------- |
| Trần Bảo Toàn 35'     | Youtube Chi tiết Chi tiết 2 | Nguyễn Hồng Sơn 25' · Bùi Hoàng Việt Anh 62' · Trần Văn Công 88' |

### Vòng 5
| U19 Chonburi                                                              | 3–4                         | U19 Hoàng Anh Gia Lai                                              |
| ------------------------------------------------------------------------- | --------------------------- | ------------------------------------------------------------------ |
| Rachata Moraska 12' · Chitsanuphong Choti 45+1' · Patthadon Tiangwong 71' | Youtube Chi tiết Chi tiết 2 | Lê Minh Bình 50', 70' · Nguyễn Duy Kiên 75' · Huỳnh Tiến Đạt 90+1' |

| U19 Mito HollyHock | 1–2                         | U19 Việt Nam                         |
| ------------------ | --------------------------- | ------------------------------------ |
| Hirata Kaito 31'   | Youtube Chi tiết Chi tiết 2 | Lê Văn Nam 35' · Nguyễn Hồng Sơn 56' |

## Truyền hình
Các trận đấu của giải được phát sóng trực tiếp trên các kênh VTV6, HTV Thể Thao, VTC3, THGL, Truyền hình FPT, YouTube VFF Channel và các kênh Facebook, YouTube của báo Thanh Niên.